# Maypacius gilloni
Maypacius gilloni là một loài nhện trong họ Pisauridae.
Loài này thuộc chi Maypacius. Maypacius gilloni được miêu tả năm 1978 bởi Blandin.